# Biserica evanghelică din Cepari

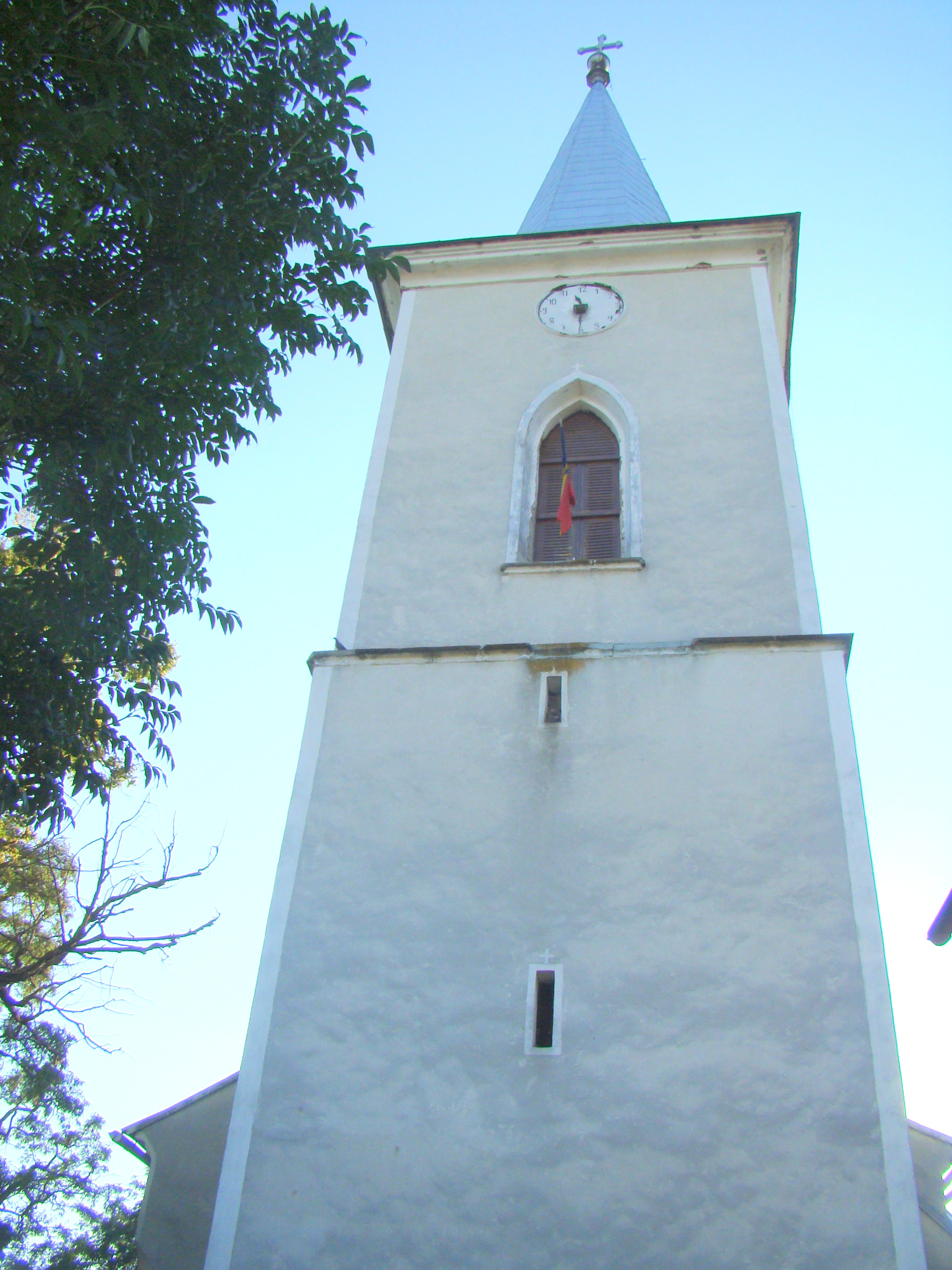
Turnul-clopotniță

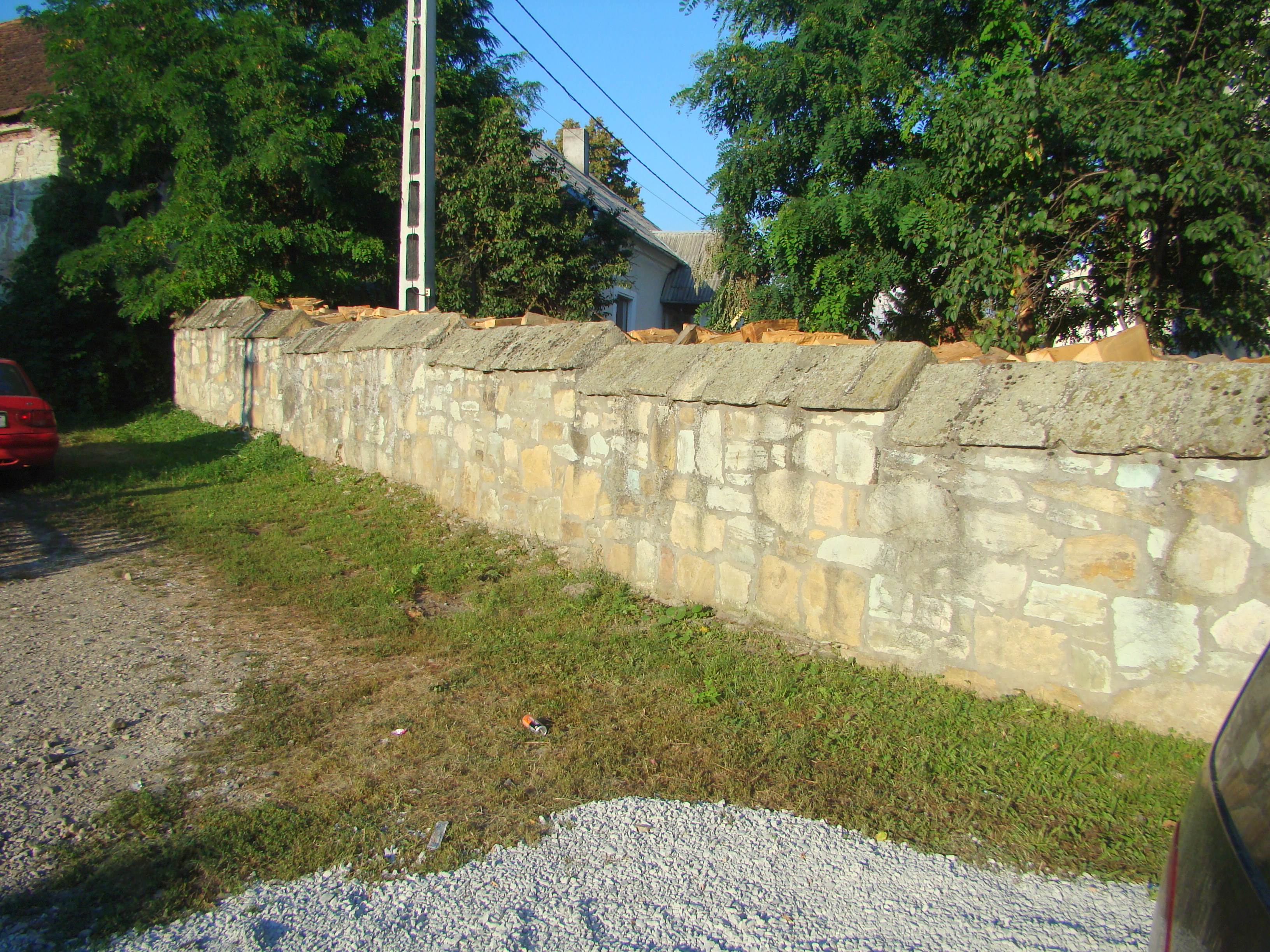
Zidul de incintă

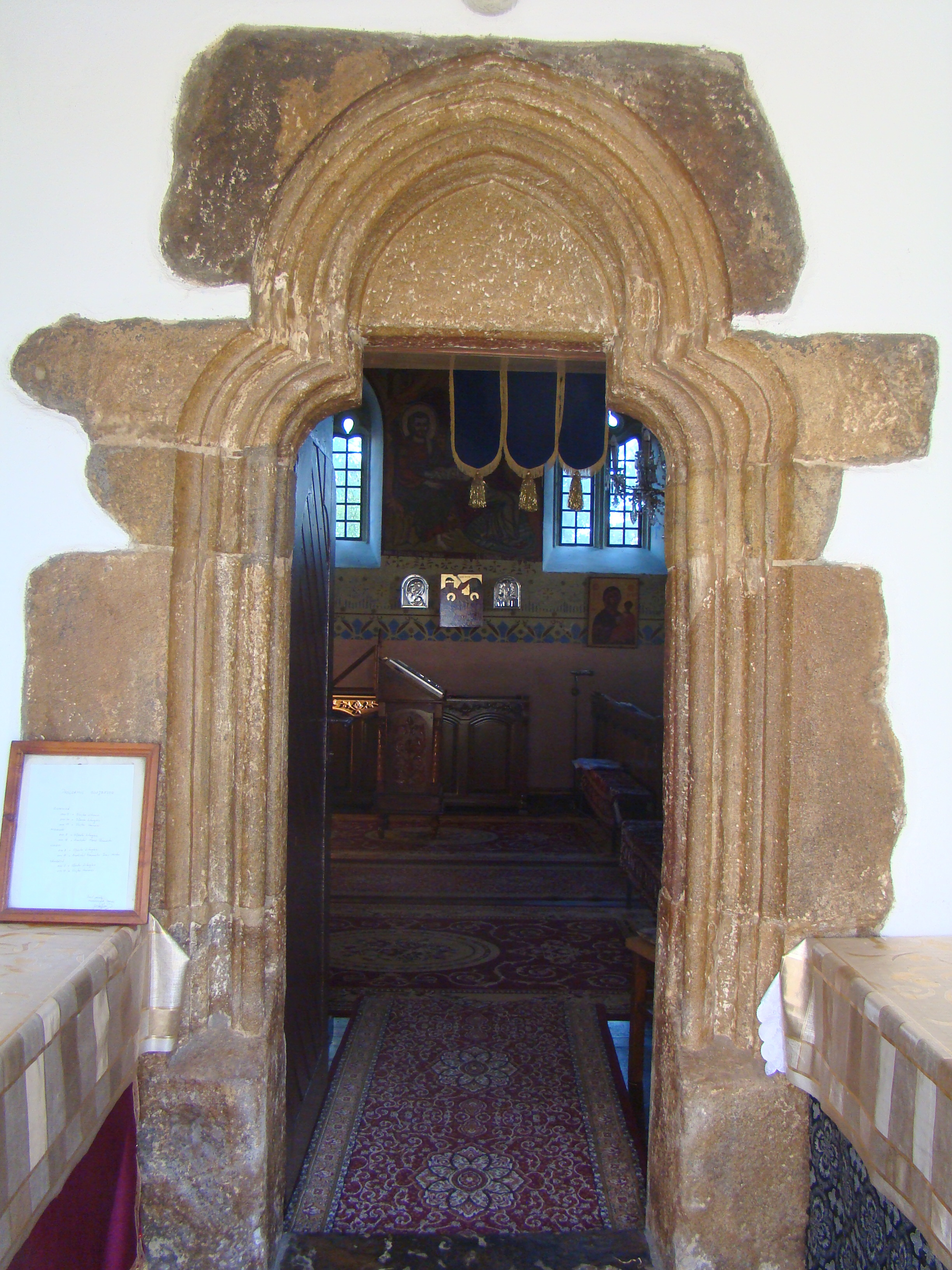
Ancadramentul de piatră al intrării

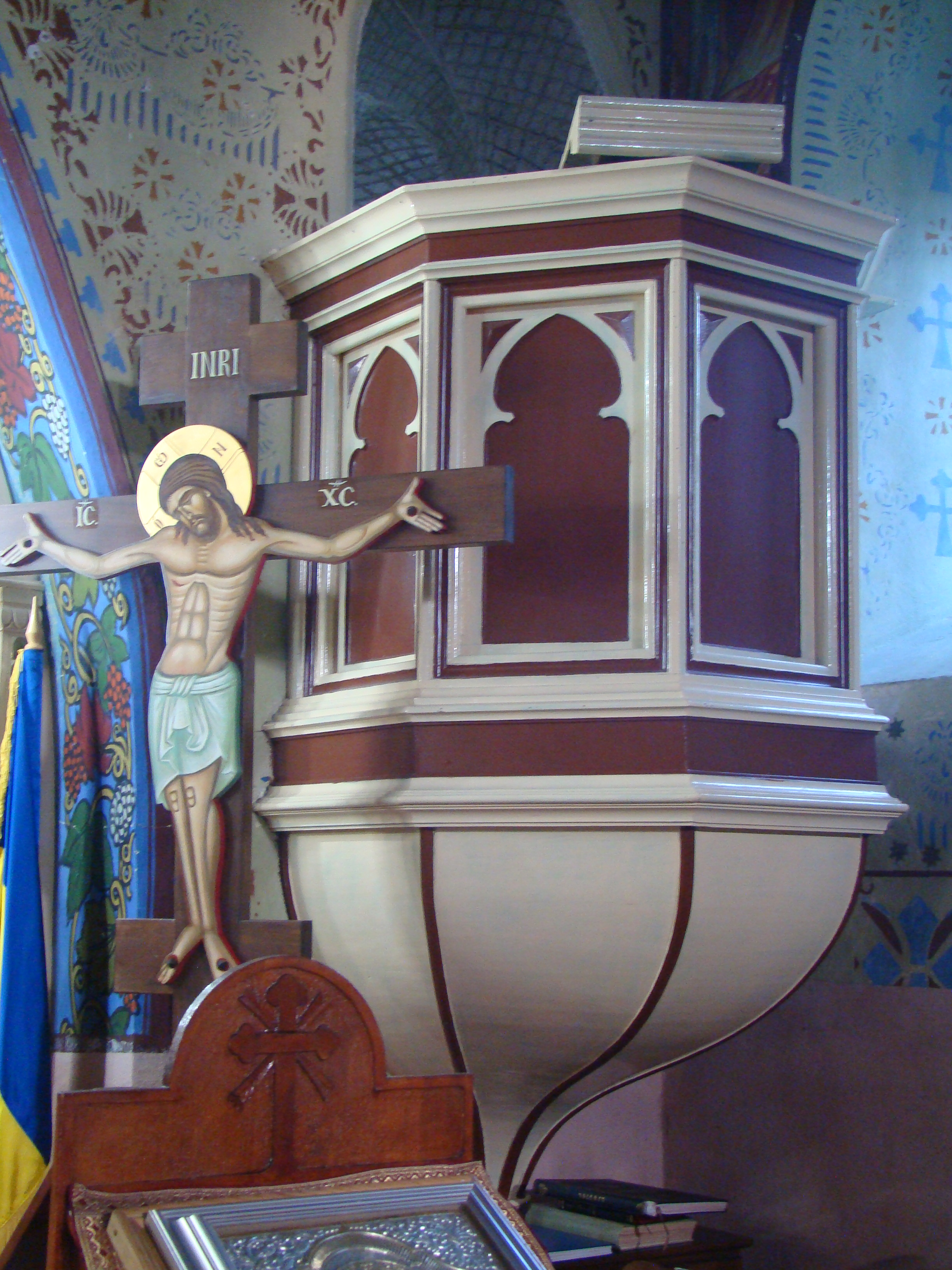
Amvonul

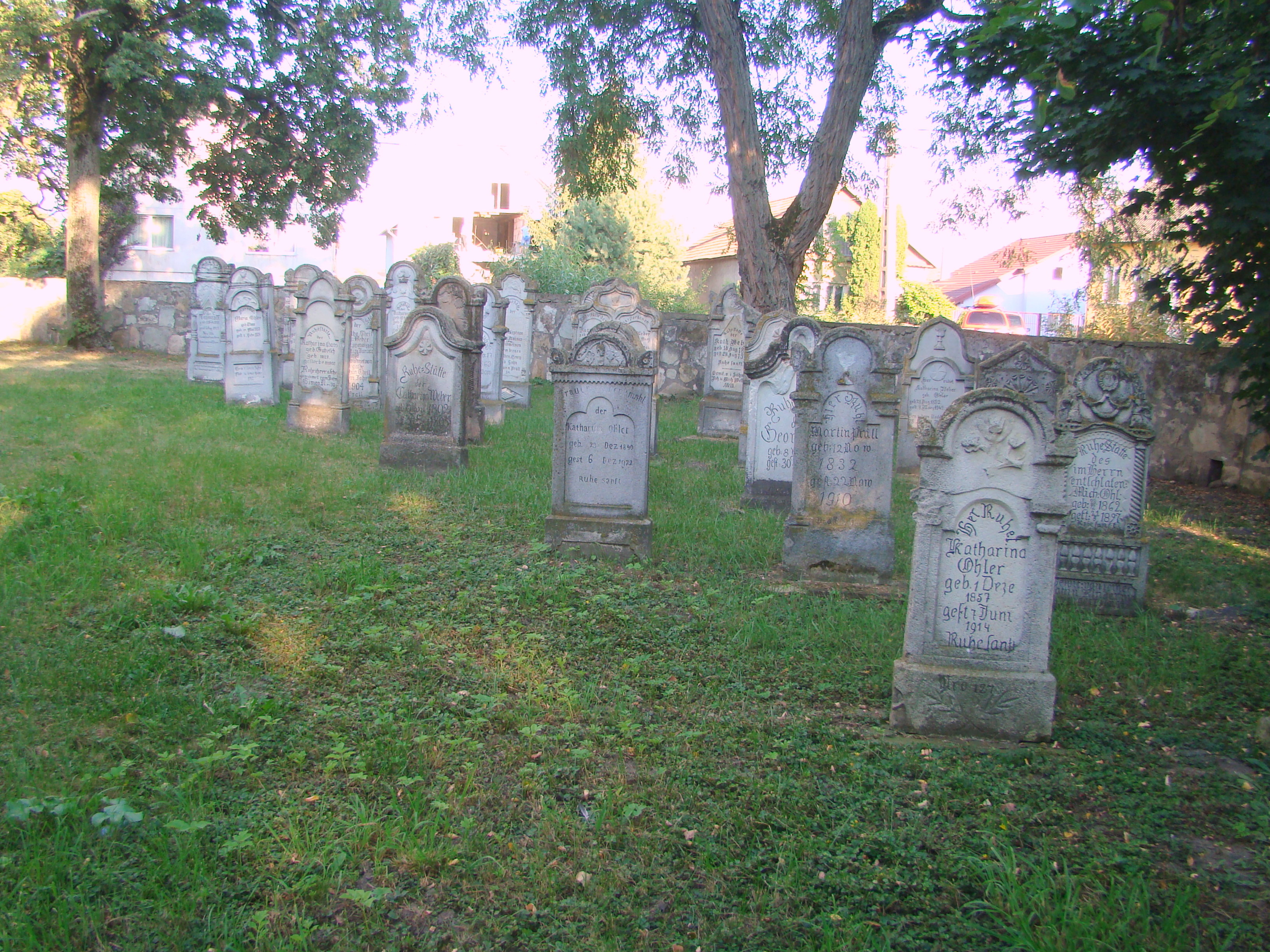
Cimitirul evanghelic

Biserica evanghelică din Cepari, comuna Dumitra, județul Bistrița-Năsăud, a fost ridicată, într-o primă etapă, în secolul al XV-lea. Figurează pe lista monumentelor istorice 2015, cod LMI BN-II-m-B-01627. 

## Localitatea
Cepari, mai demult Cepan (în dialectul săsesc Tschippendraf, în germană Tschippendorf, Tschepan, în maghiară Csépán) este un sat în comuna Dumitra din județul Bistrița-Năsăud, Transilvania, România. Localitatea a avut în trecut o importantă componentă germană, cu toate că inițial nu a aparținut districtului Bistrița. Prima mențiune documentară la 1407 ca „ecclesia sanguinis Christi”.

## Biserica
Biserica veche, construită în secolul XV, era amplasată în centrul satului, fiind înconjurată de un zid de incintă. A fost refăcută în 1894-1895, în stil neogotic. Casa parohială construită în 1524 se numără printre puținele construcții renascentiste păstrate în mediul rural. Renovarea inadecvată din 1993 a distrus o mare parte din elementele arhitecturale vechi.
După exodul sașilor transilvăneni, biserica a fost cumpărată de comunitatea ortodoxă, modificată la interior conform cerințelor cultului ortodox și a primit hramul „Buna Vestire”.

## Imagini din exterior

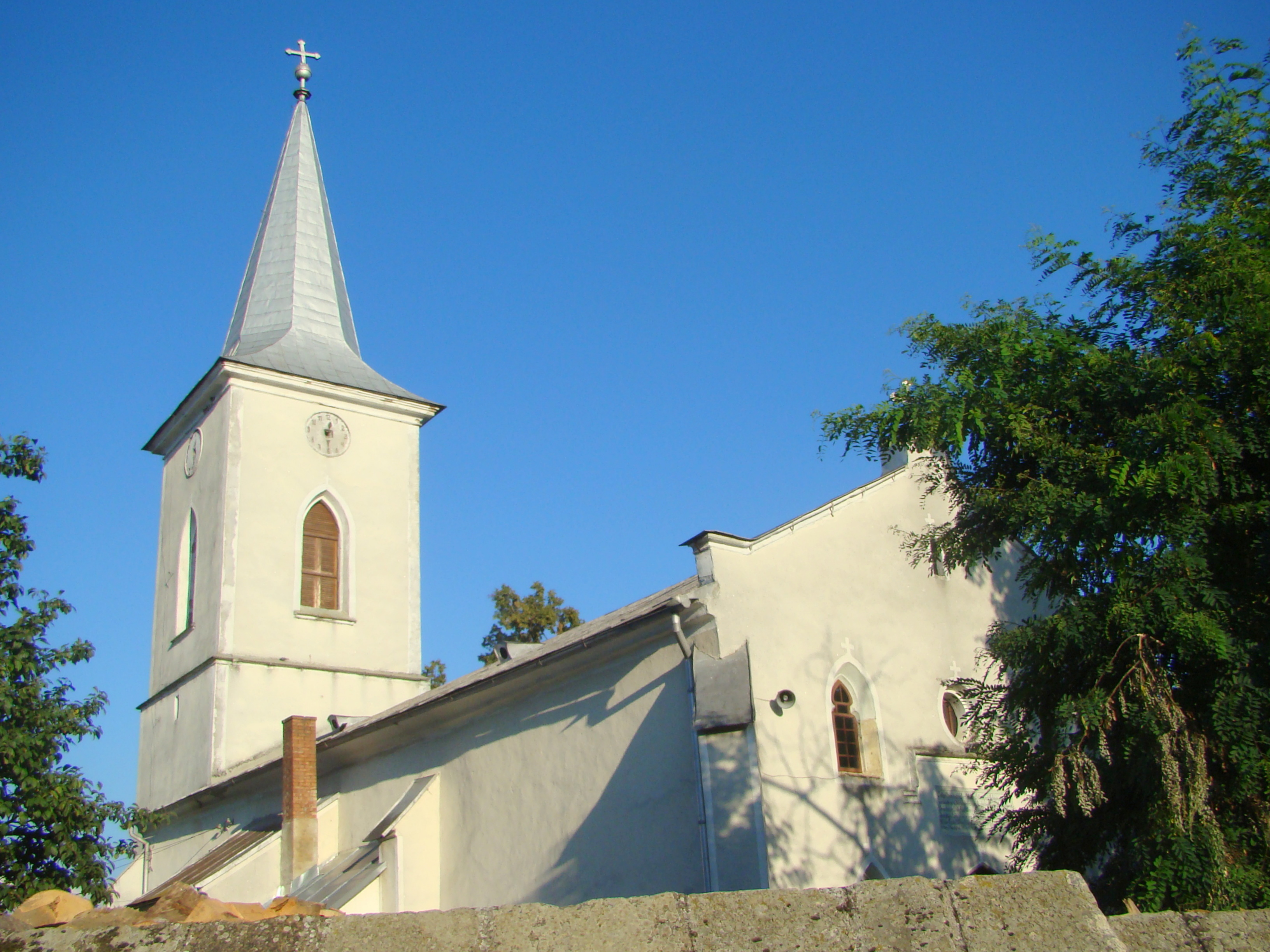
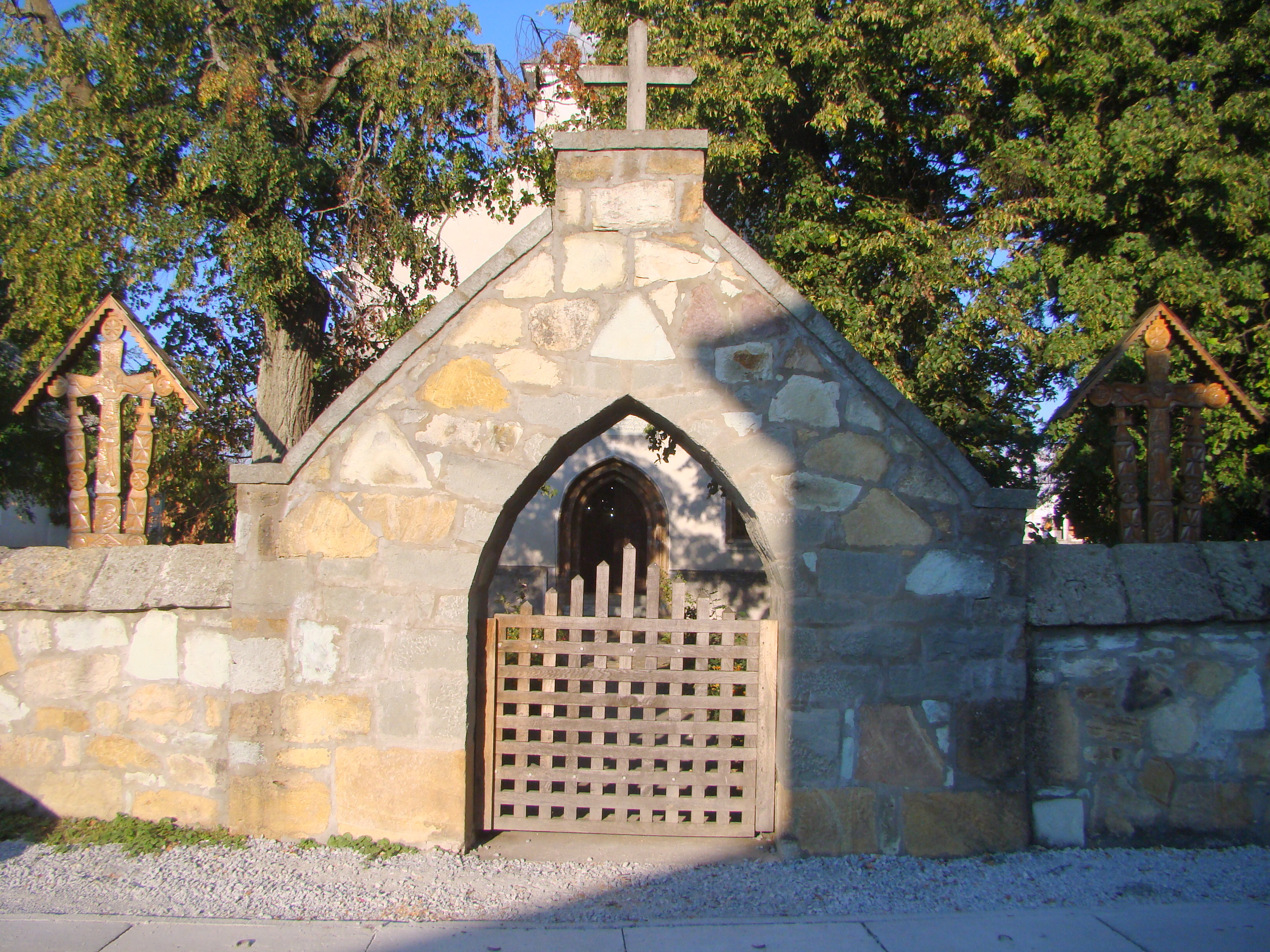
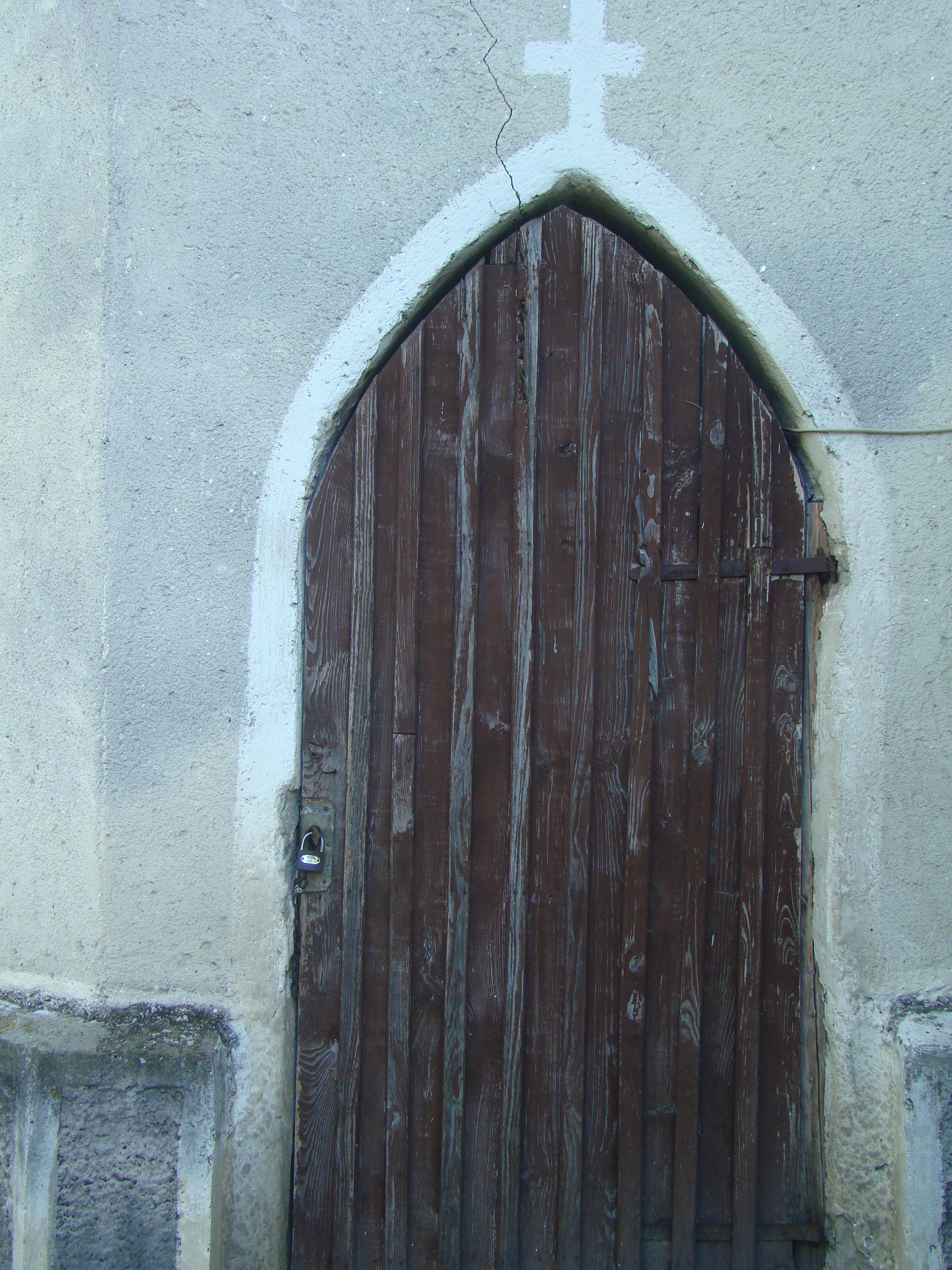
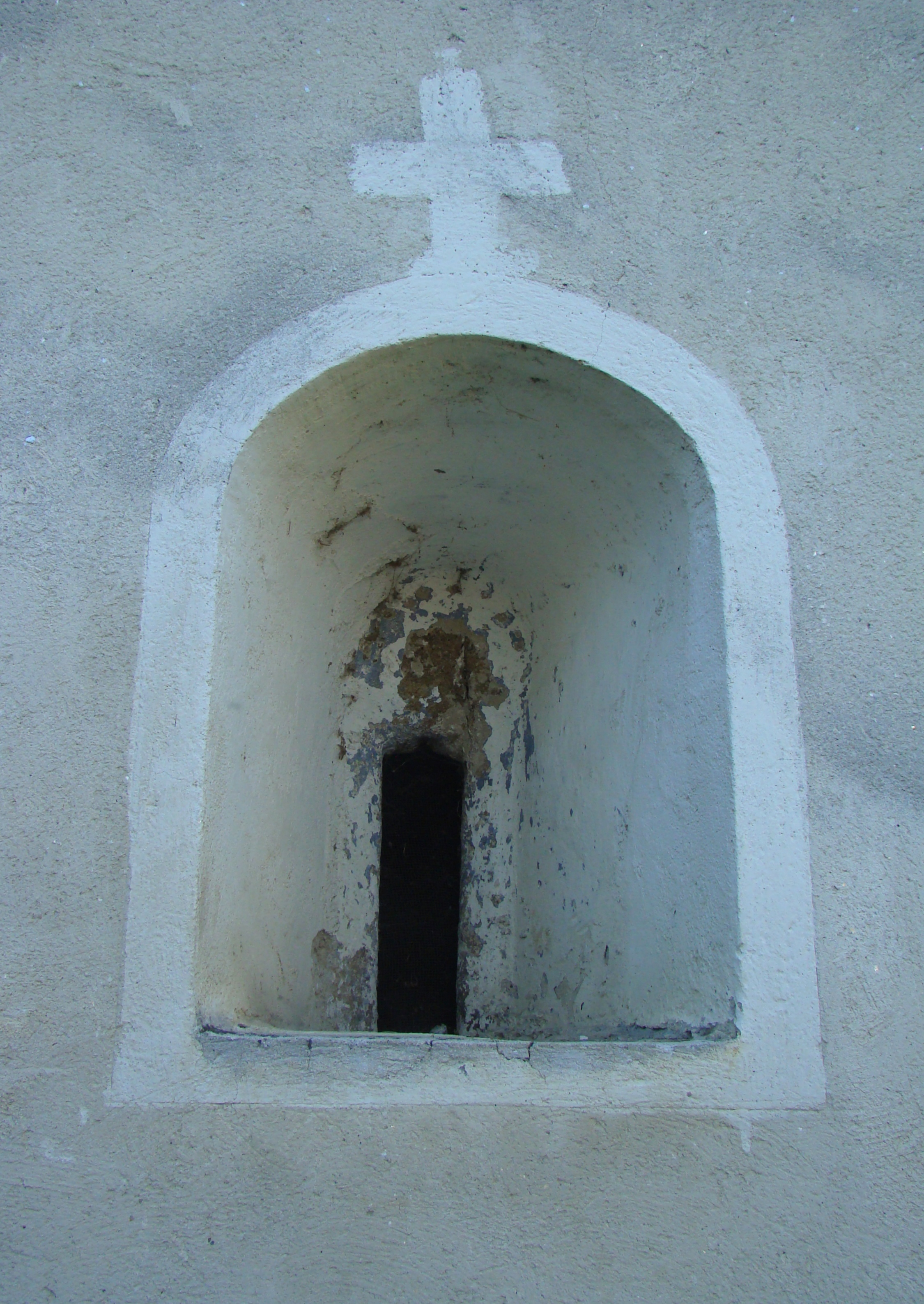
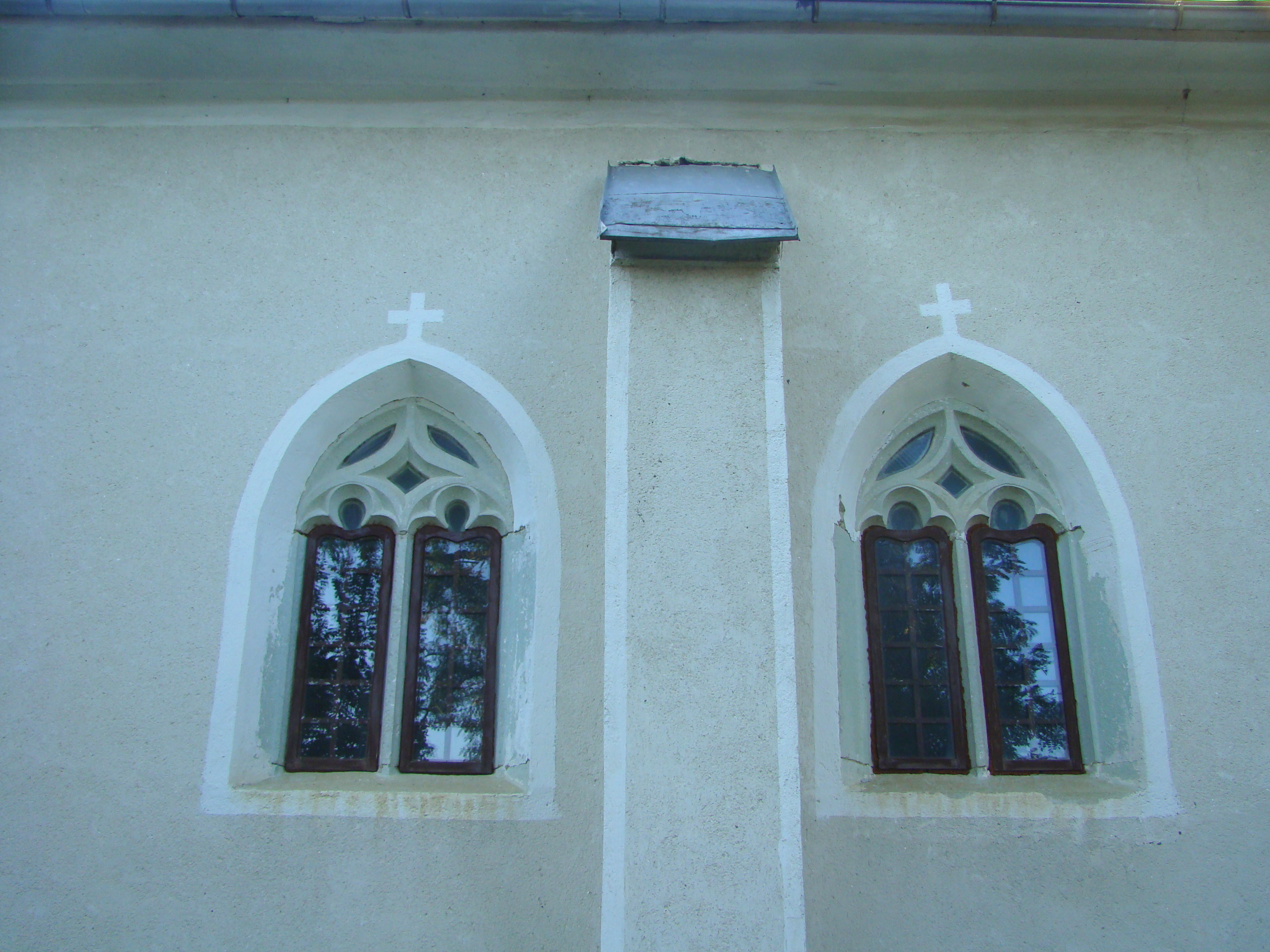
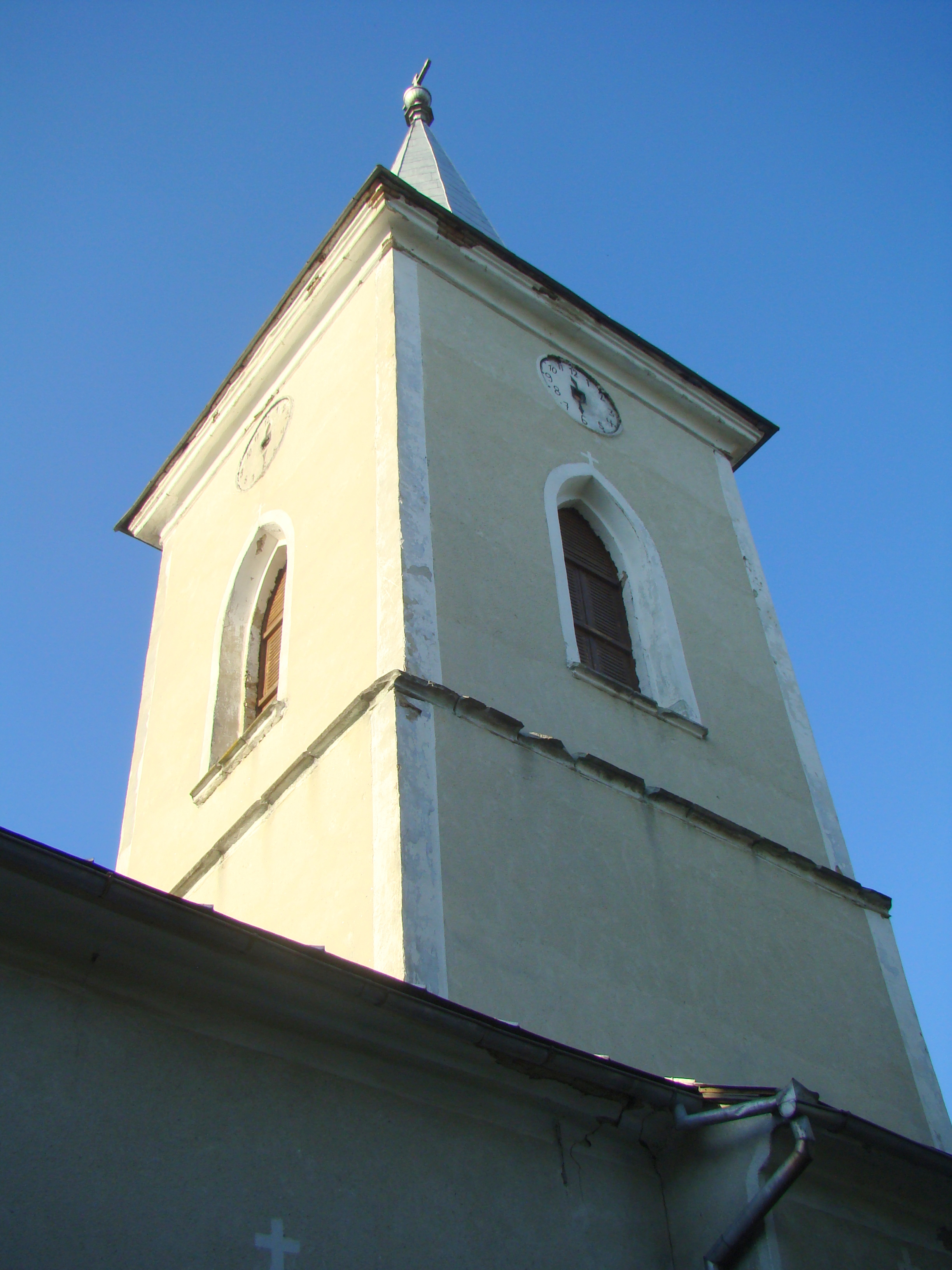
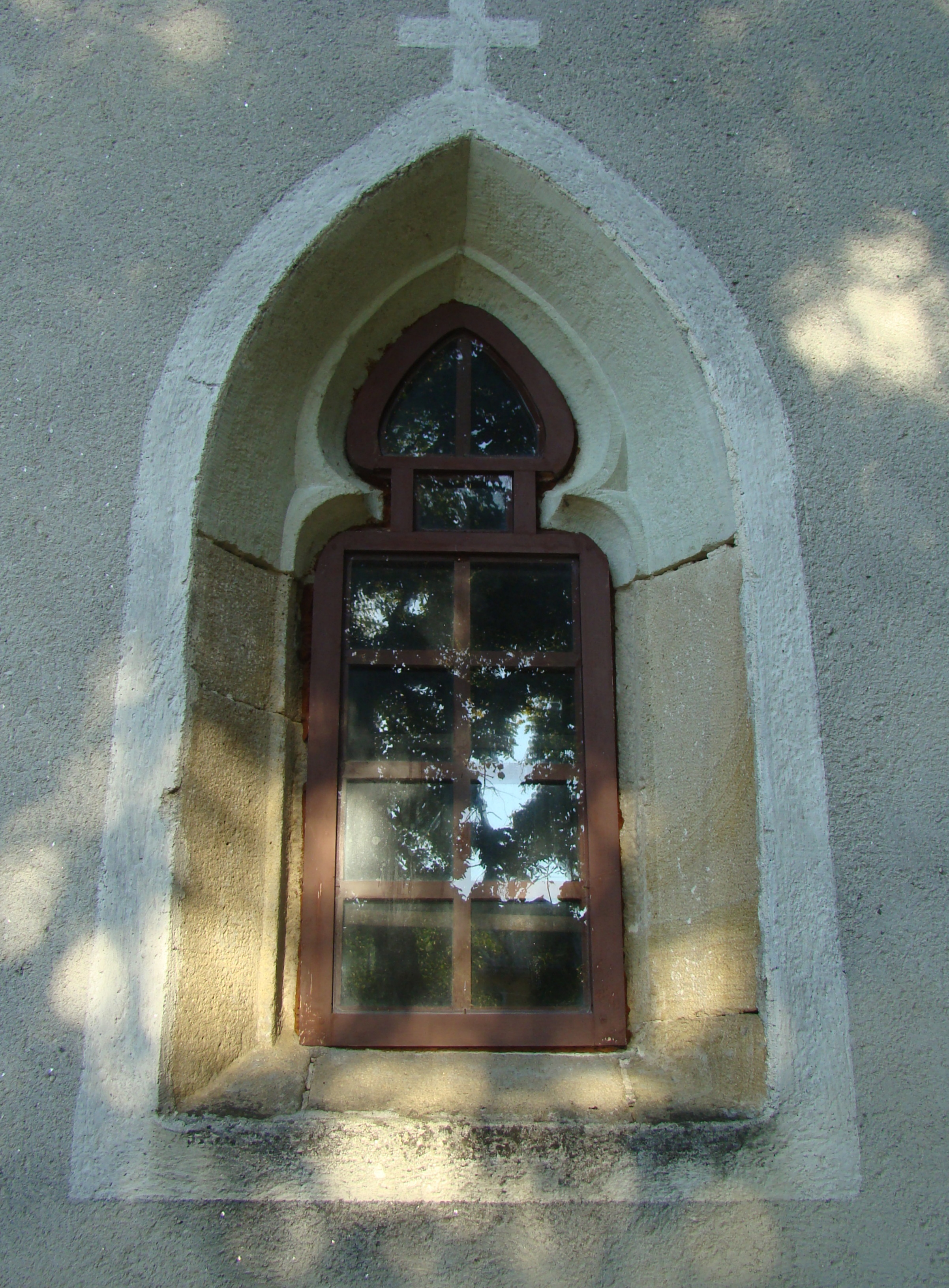
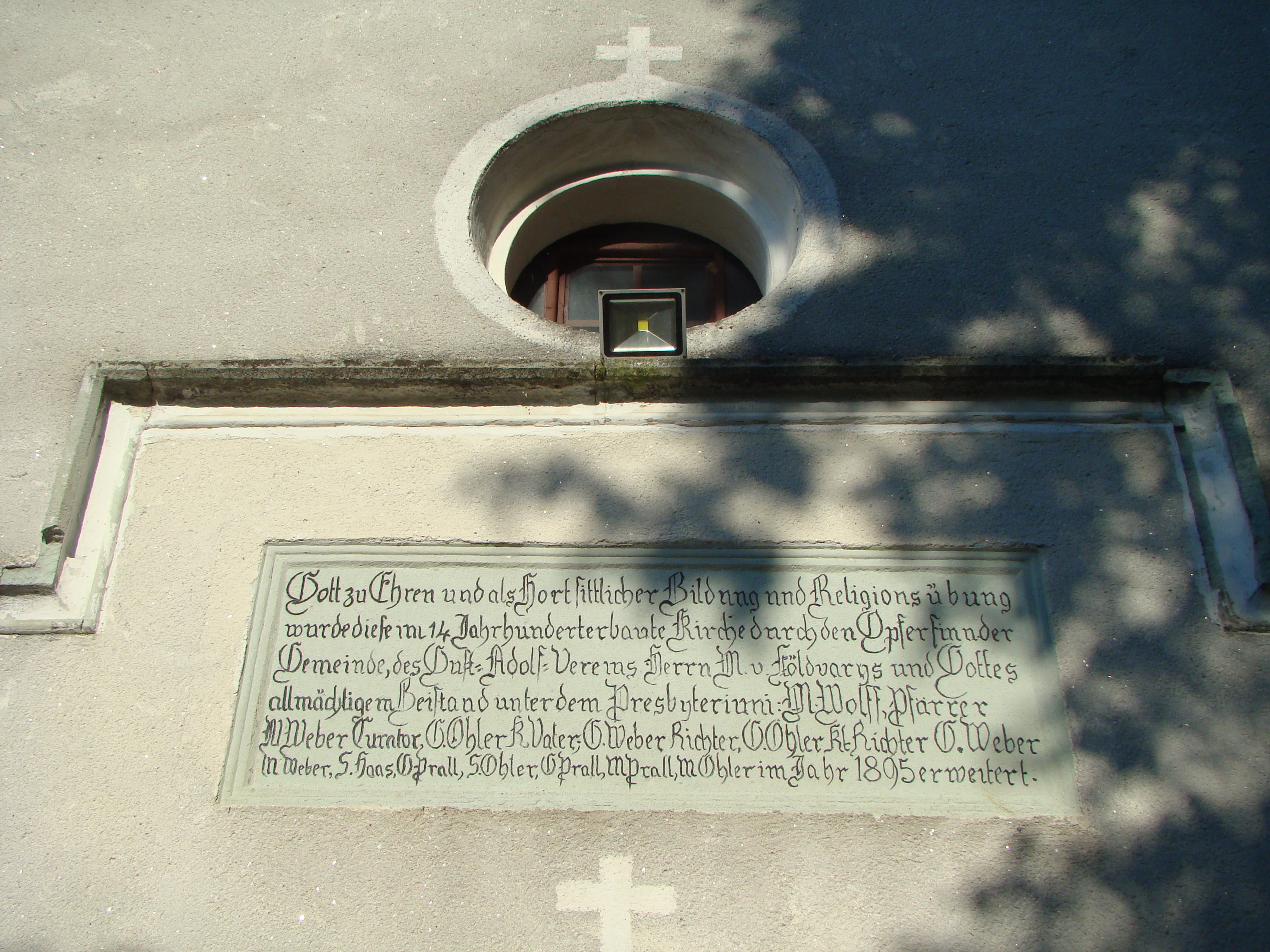
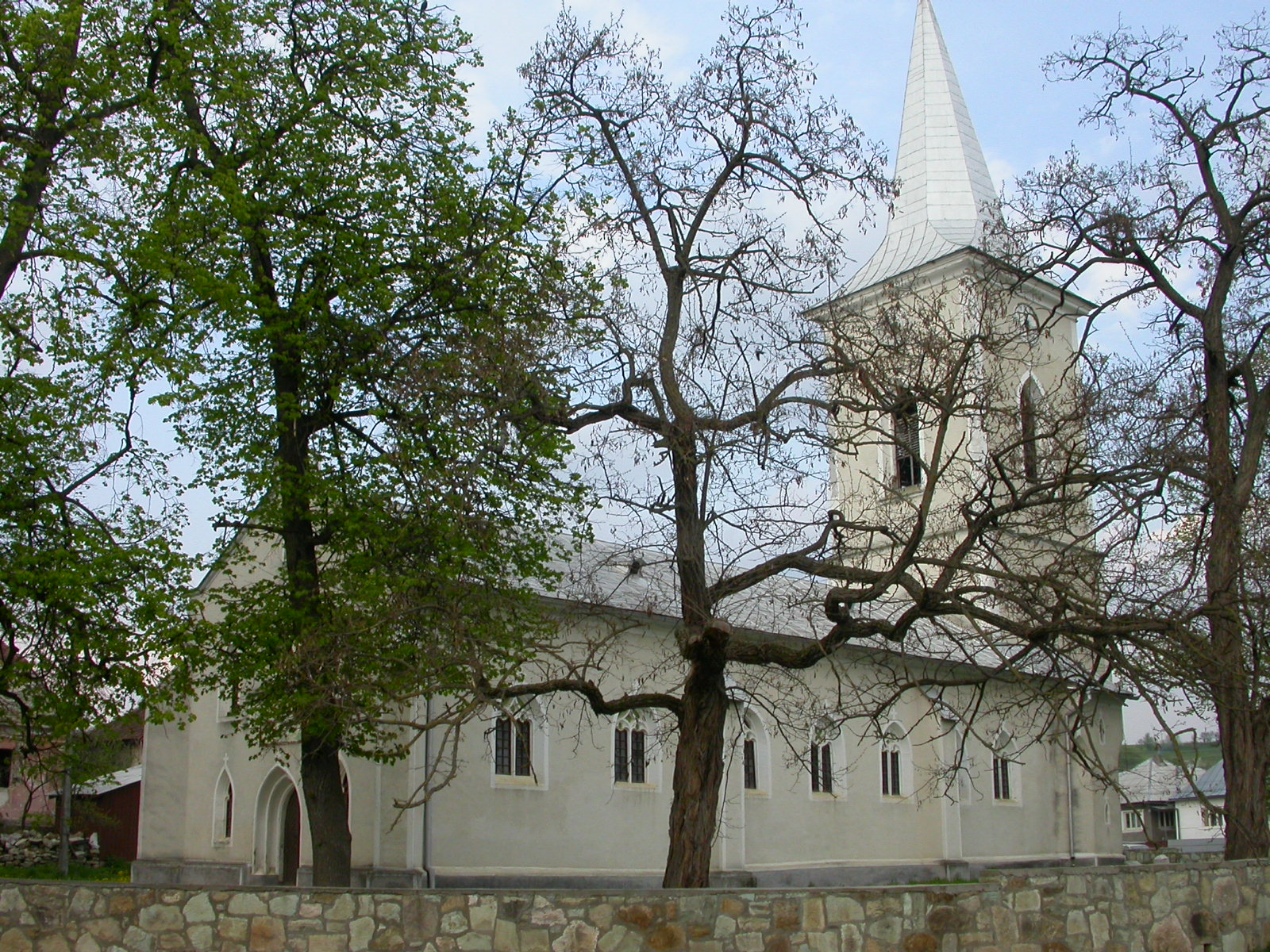
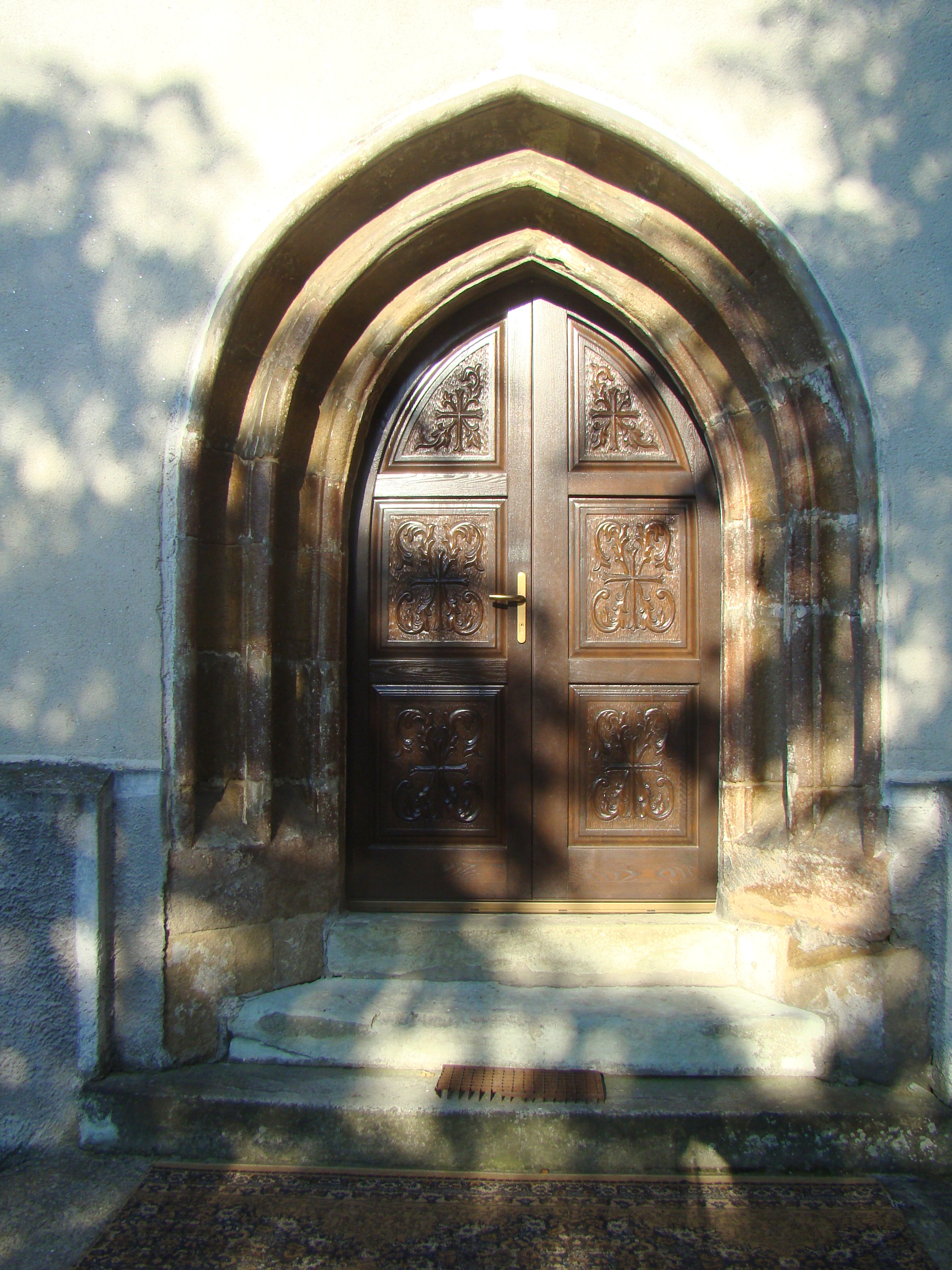
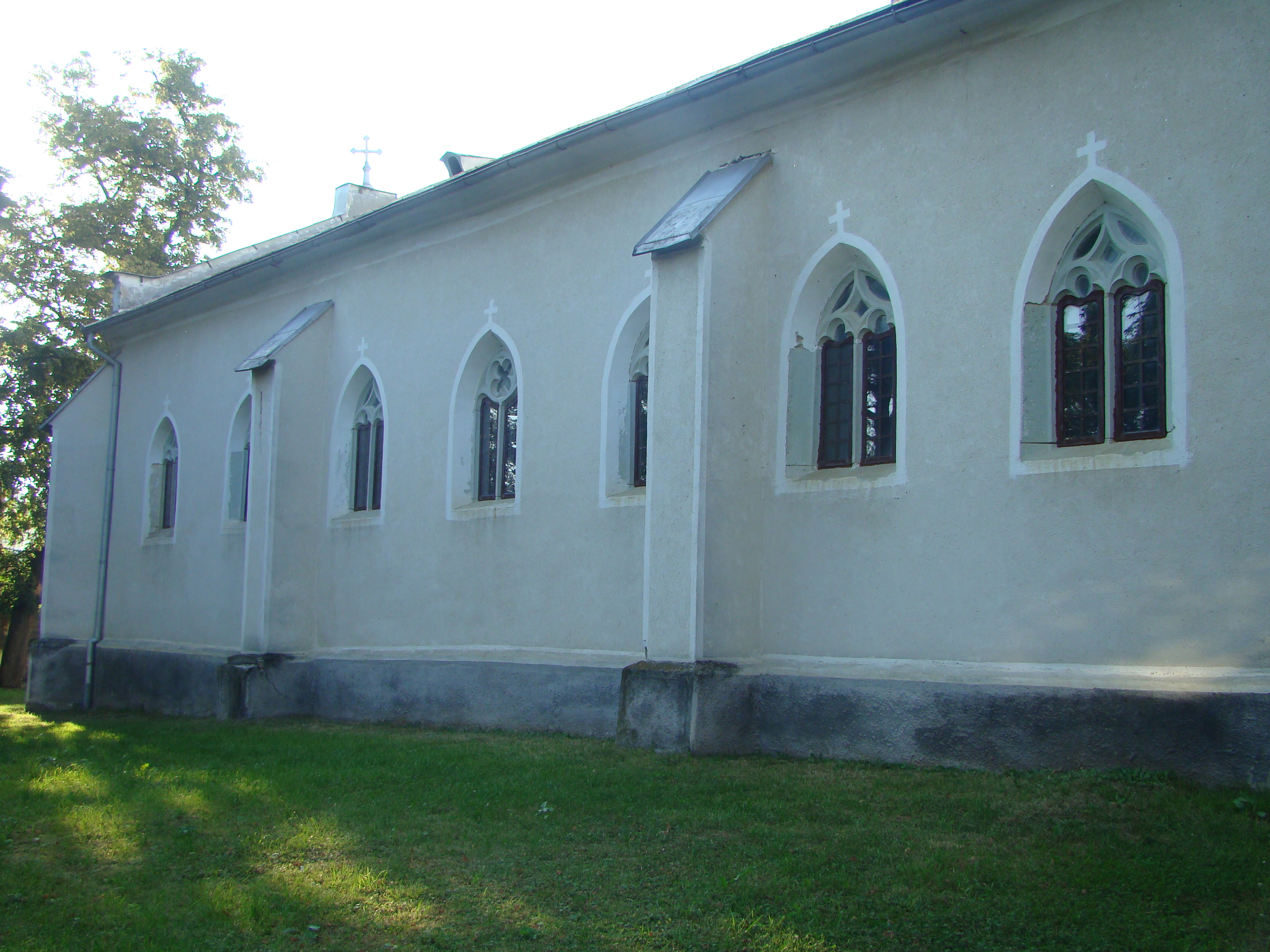
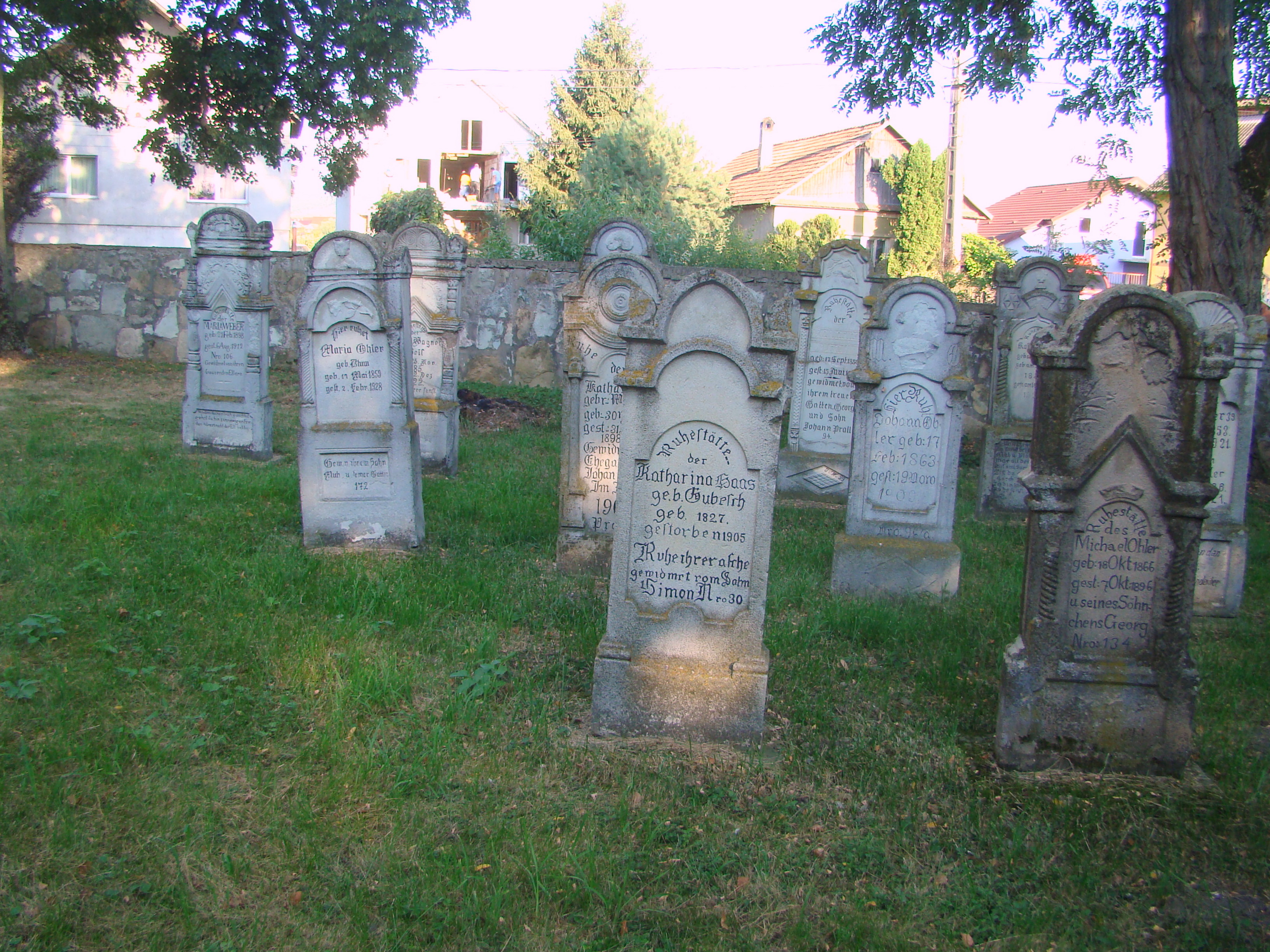

## Imagini din interior

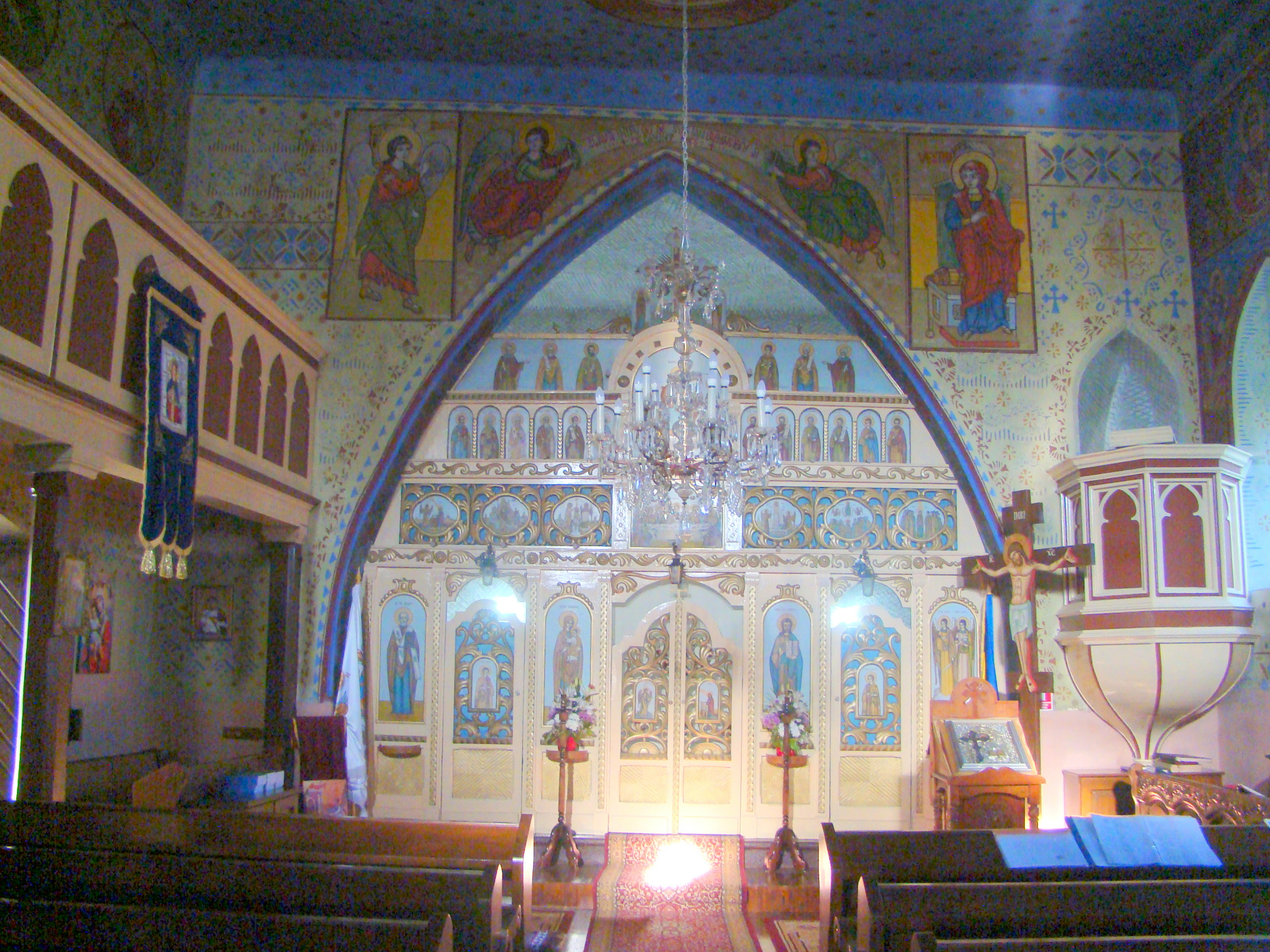
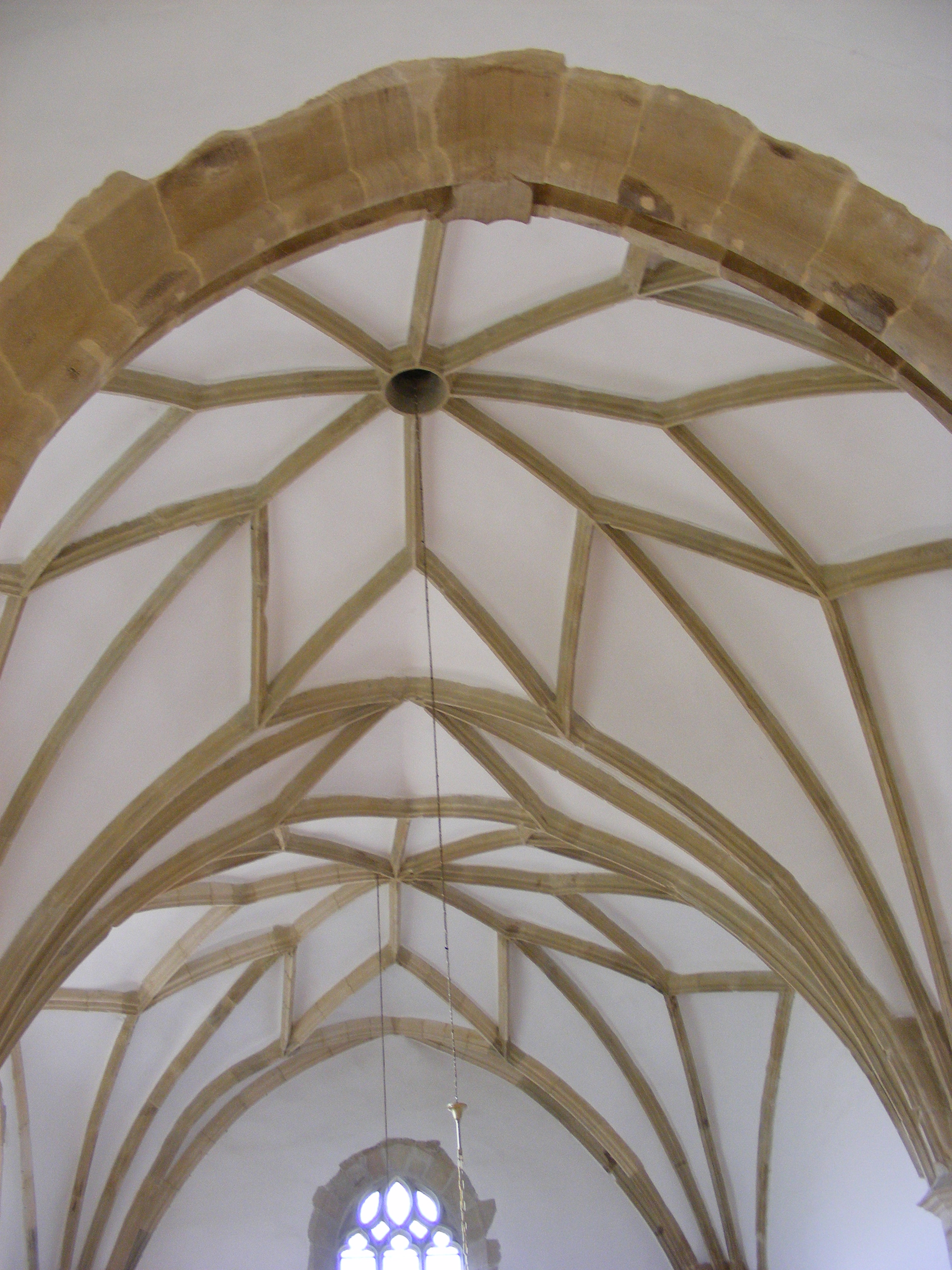
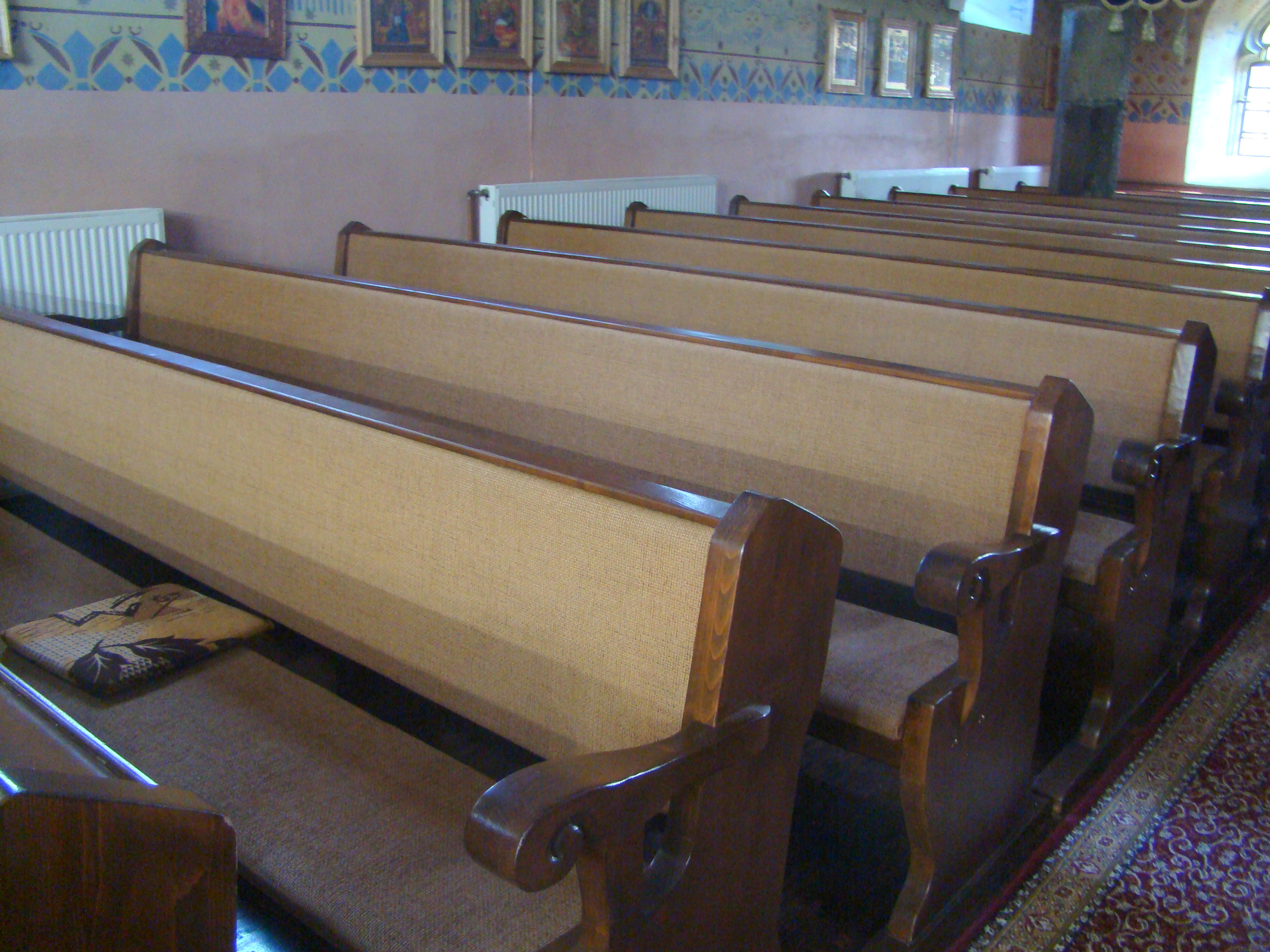
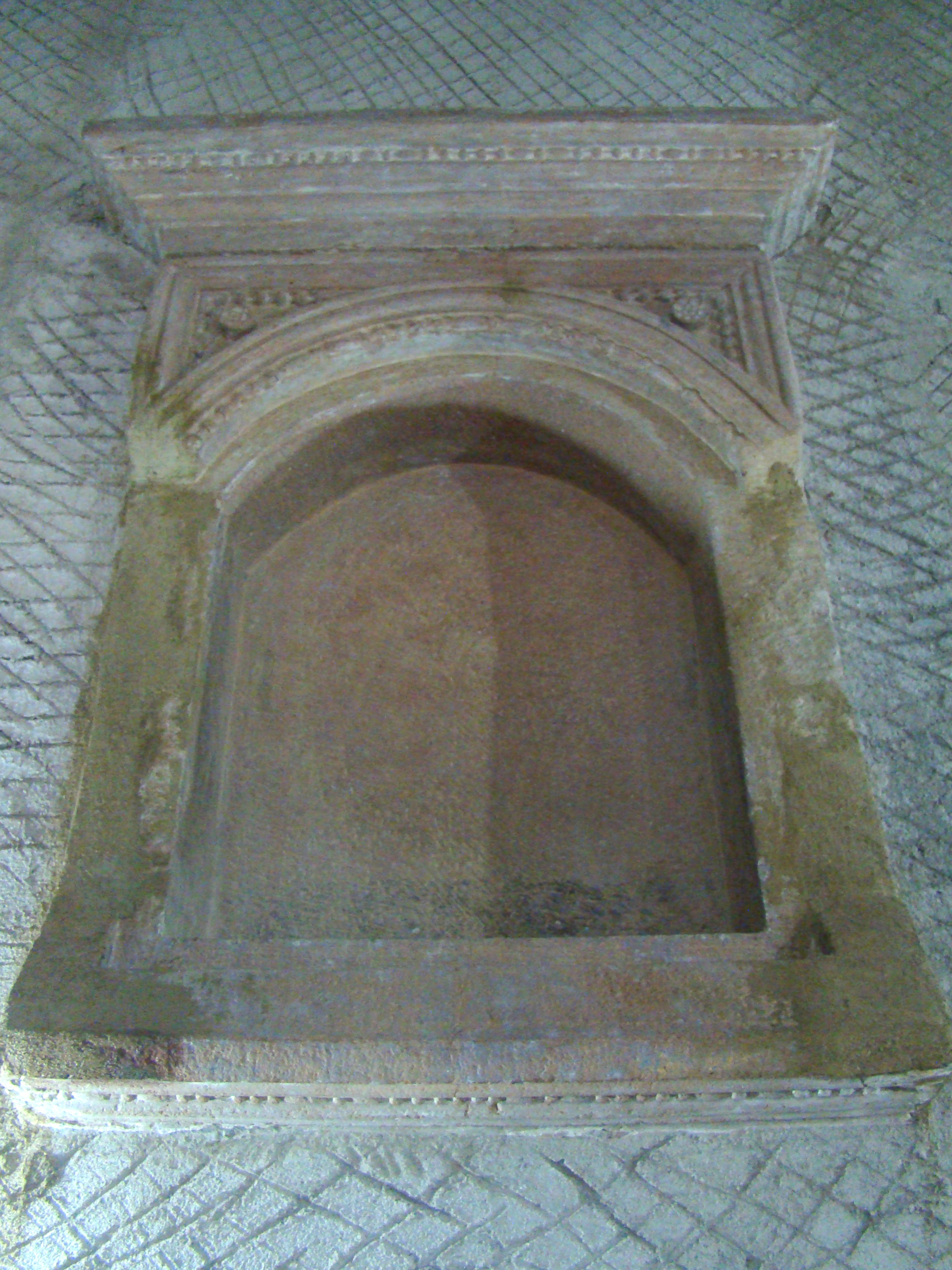
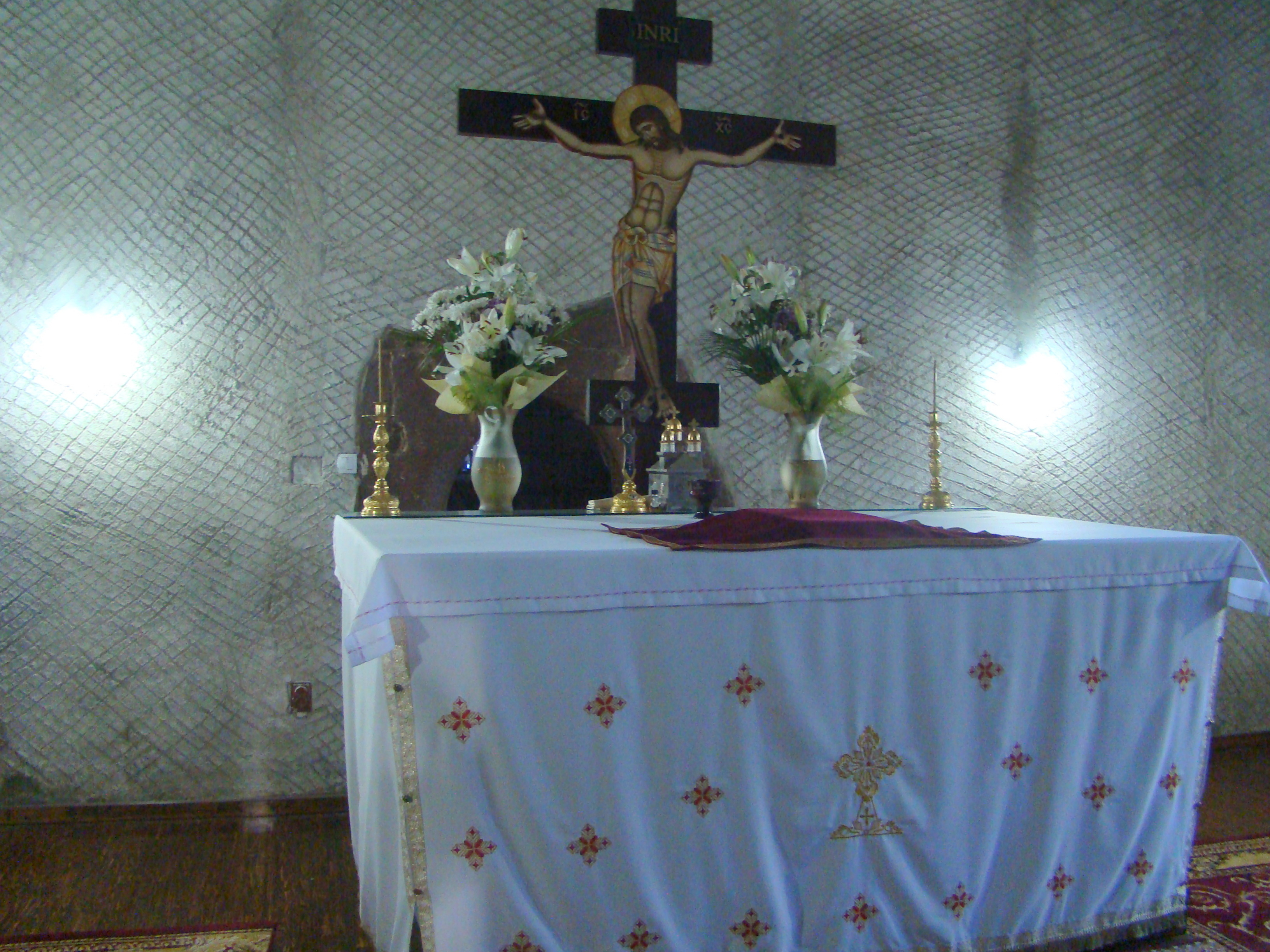
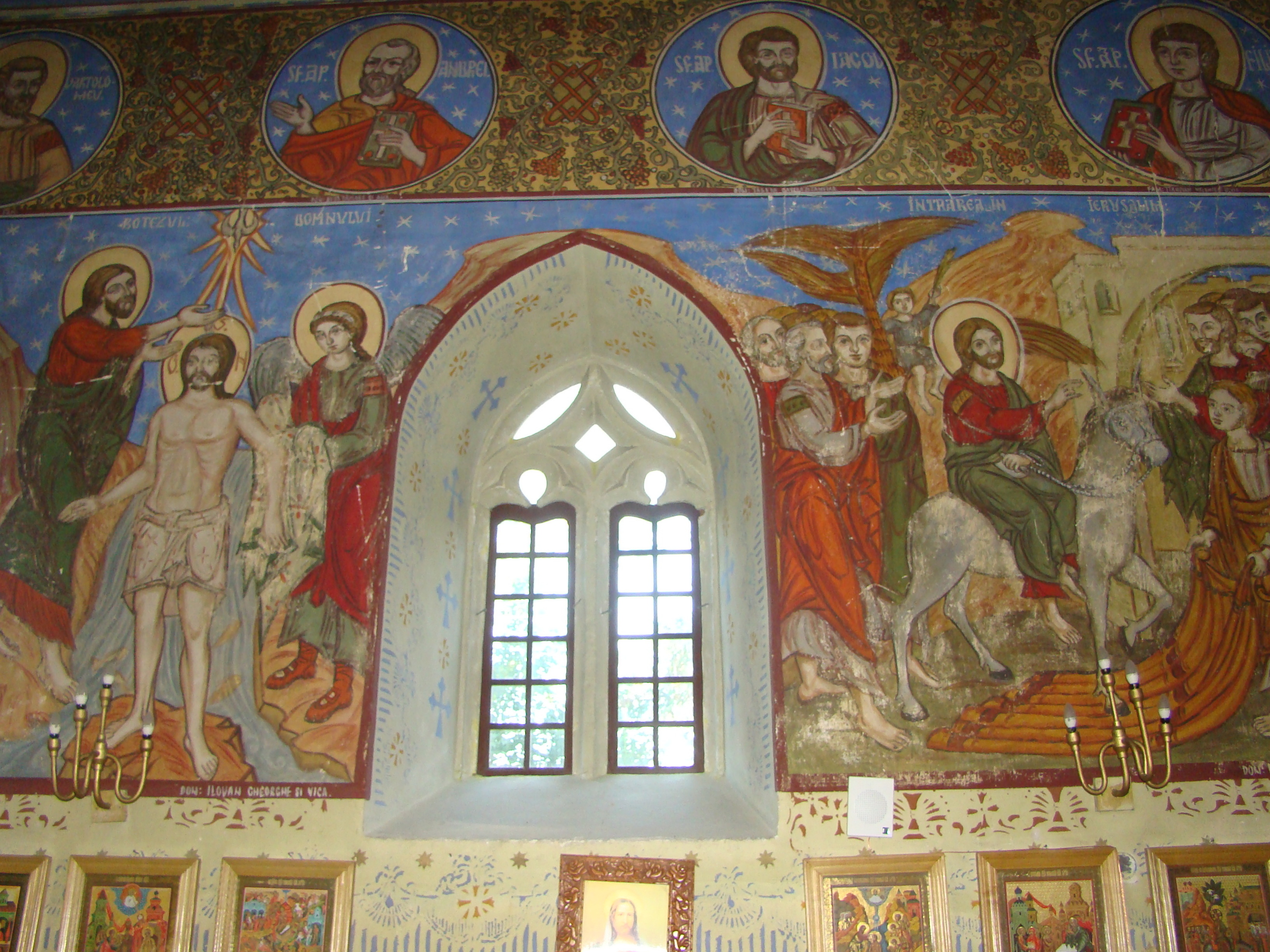
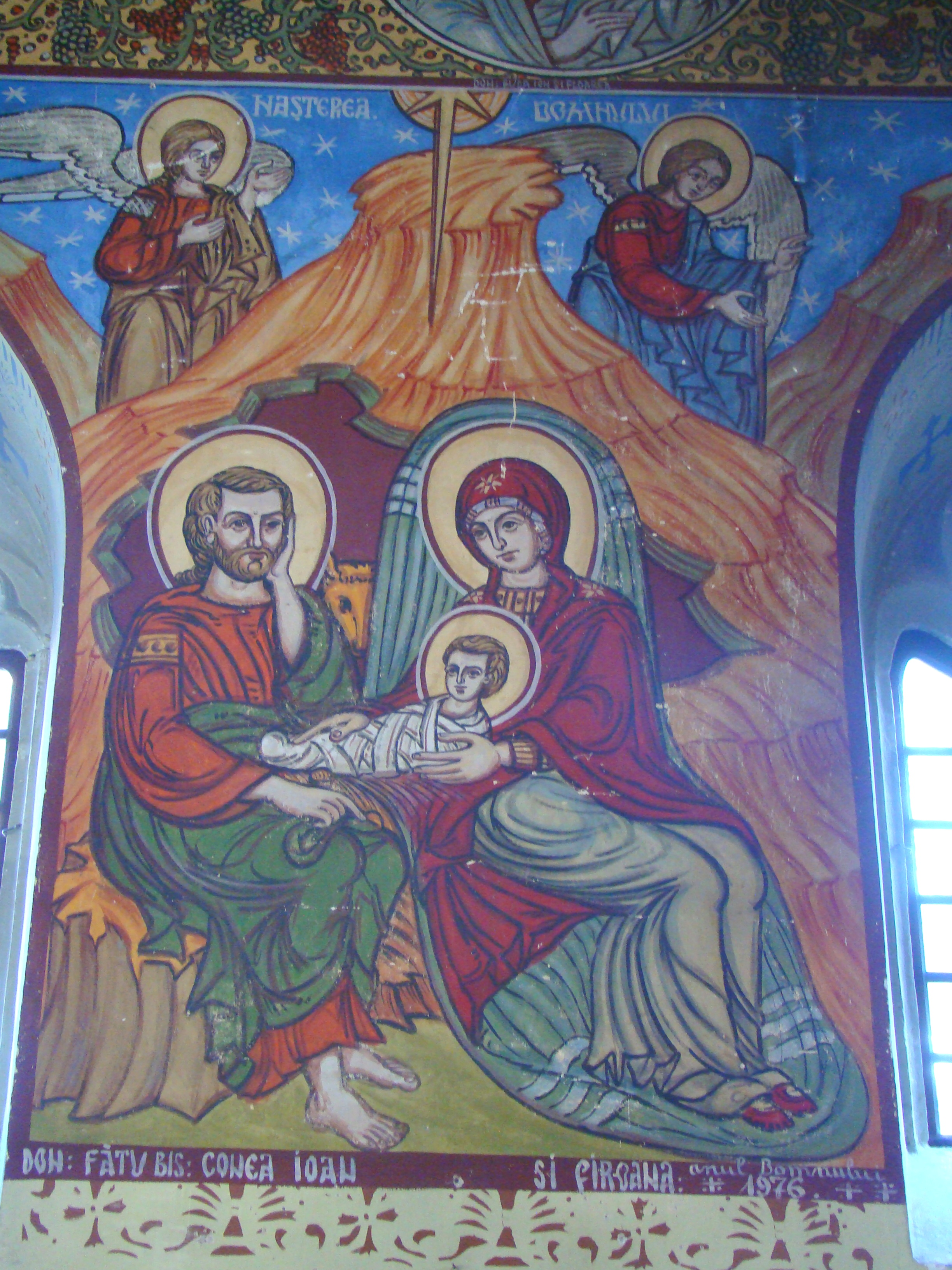
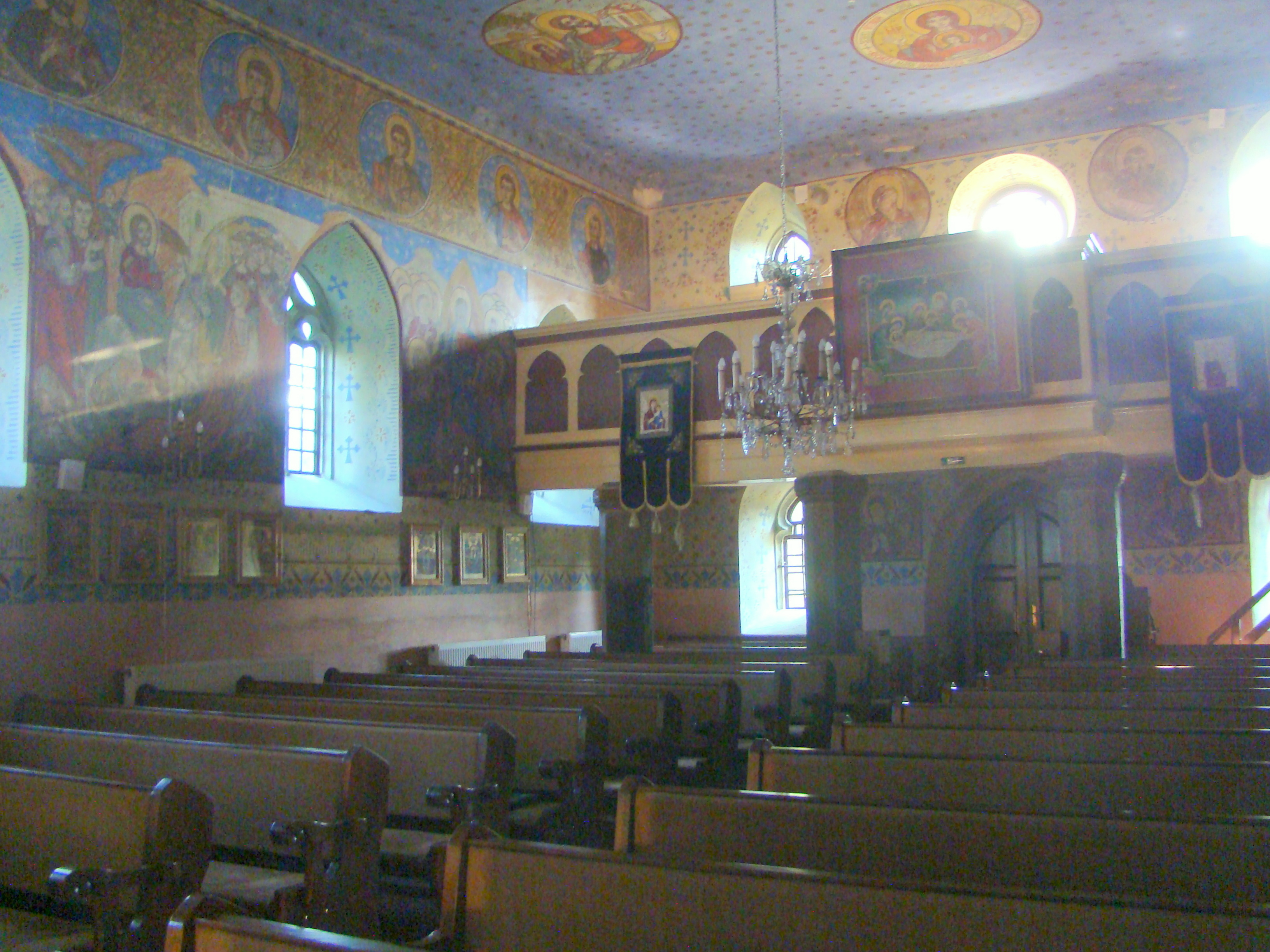
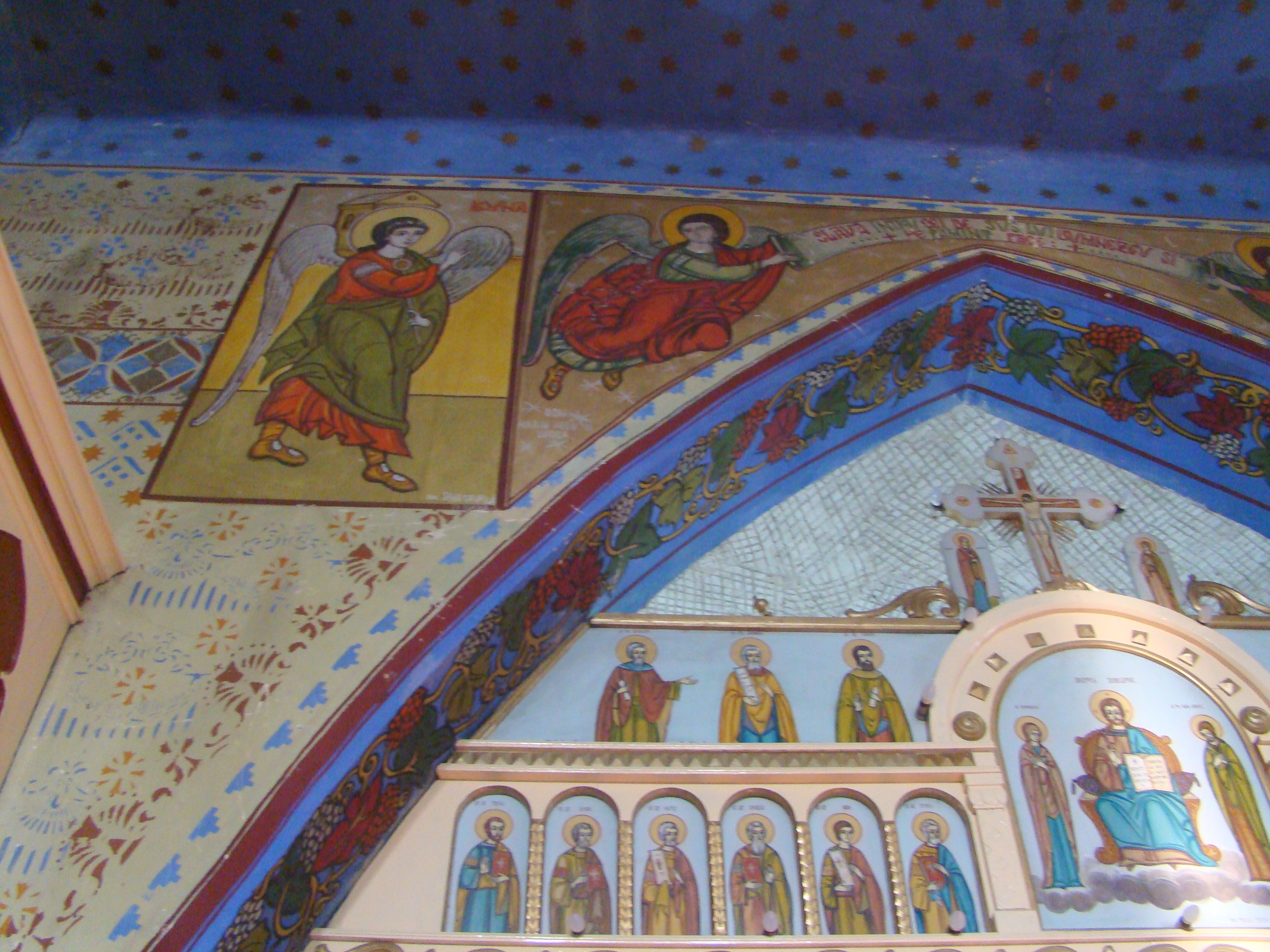
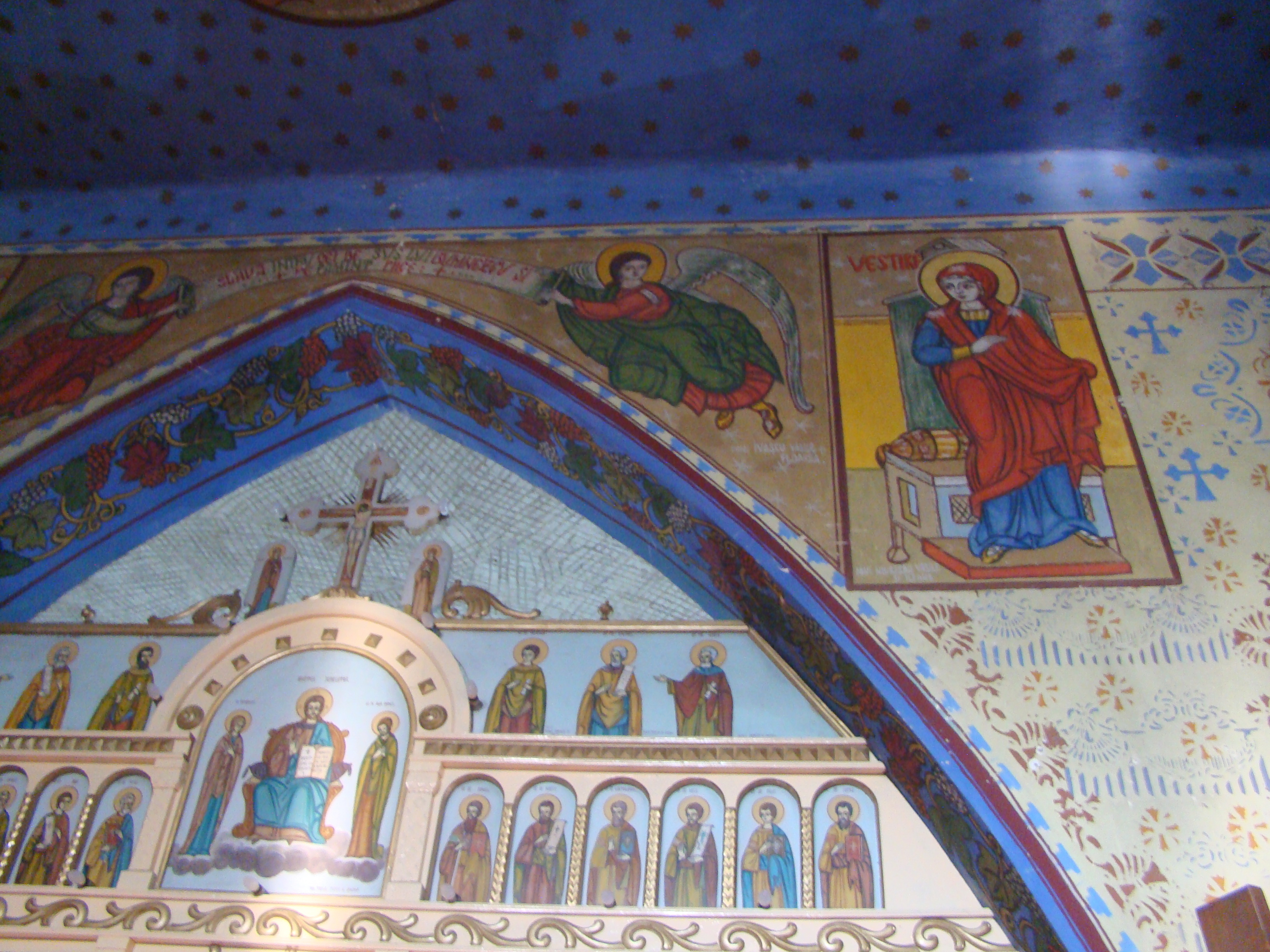
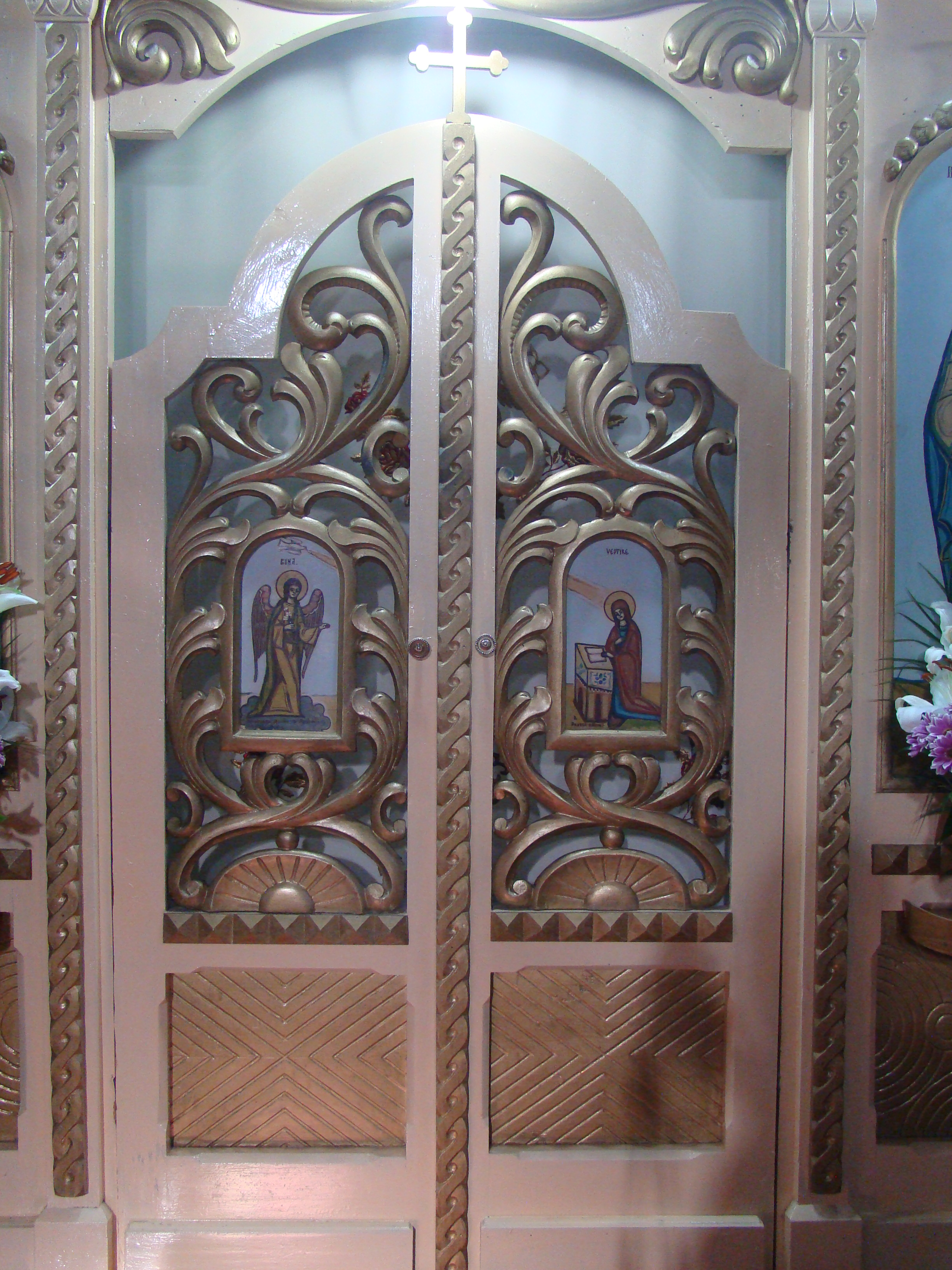
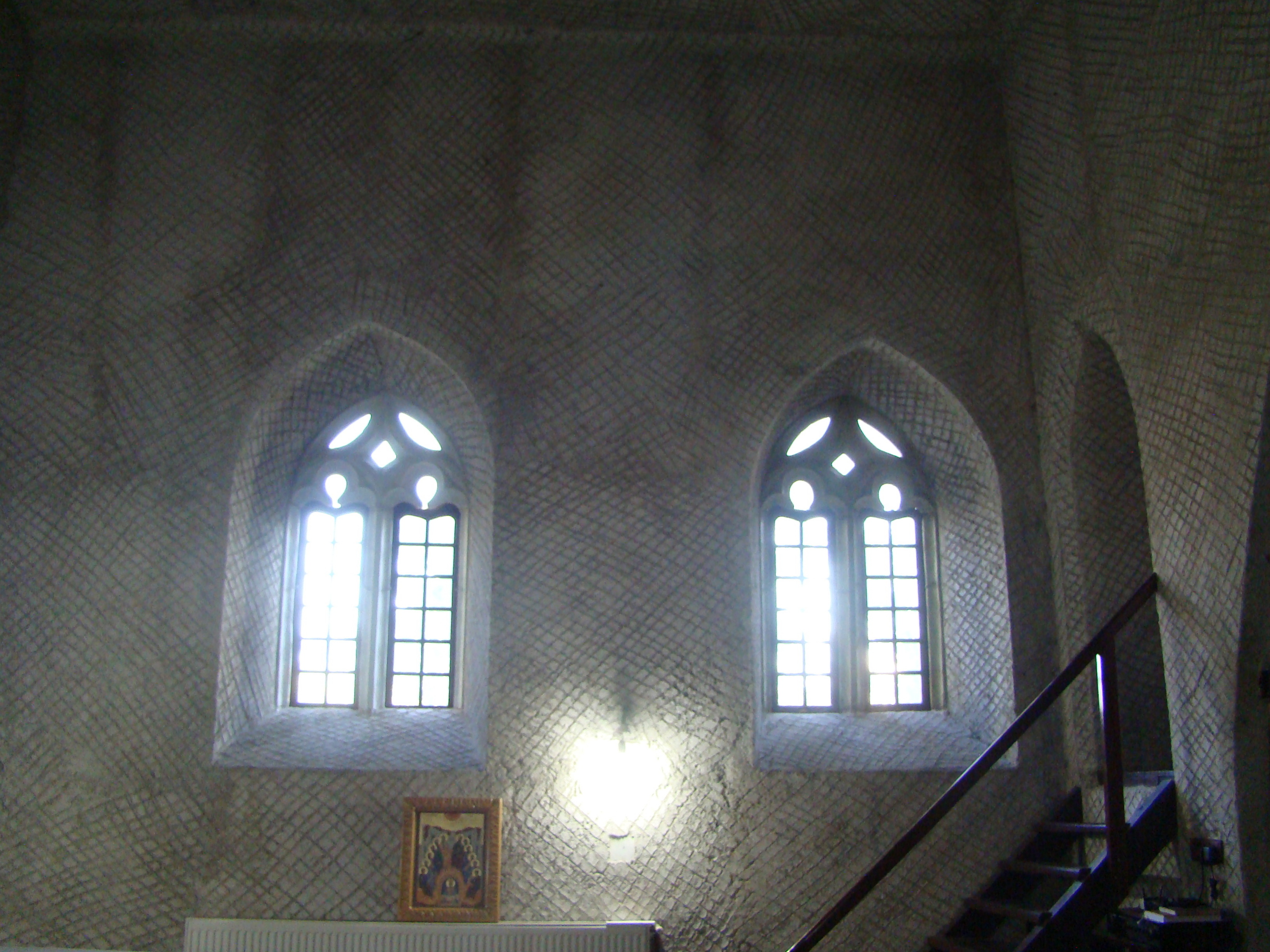